# گمینا بوروو
گمینا بوروو (به لهستانی:  Gmina Borów) یک گمینا در لهستان است که در شهرستان ستژلین واقع شده‌است. گمینا بوروو ۹۸٫۶۶ کیلومتر مربع مساحت و ۵٬۲۰۷ نفر جمعیت دارد.